# Uromyrtus
Uromyrtus é um género botânico pertencente à família Myrtaceae.